# 975 Perseverantia
975 Perseverantia, asteroid glavnog pojasa. Otkrio ga je Johann Palisa, 27. ožujka 1922.

## Vanjske poveznice
- Minor Planet Center